# Ашо
Ашо (рус. Ашо) малено је слатководно је језеро глацијалног порекла смештено у источном делу Пустошког рејона на југу Псковске области, односно на западу европског дела Руске Федерације. Из језера отиче речица Ашица, притока Ушче преко које је повезано са басеном реке Западне Двине.
Акваторија језера обухвата површину од око 5,29 км² (520 хектара, са острвима 5,37 км²). Максимална дубина језера је до 6 метара, односно просечна од око 3 метра. Басену језера припада територија површине 126 км². Језеро је јако издужено у смеру северу-југ у дужини од око 5 километара.
На обали језера налазе се села Забелевица и Забеље.